# J리그 U-22 선발
J리그 U-22 선발(일본어: Jリーグ・アンダー22選抜)은 2014시즌부터 2015시즌까지 J3리그에 참가한 일본의 축구단이다. 주요 구단들이 J1리그와 J2리그에서 경기를 하여 경기 시간을 찾는 데 어려움을 겪는 젊은 선수들에게 시간을 주기 위해 창단되었으며, 해당 구단에는 승격 자격이 없다. 2015년 J3 리그 시즌 이후 단계적으로 폐지되었고 세레소 오사카 U-23, FC 도쿄 U-23, 감바 오사카 U-23과 같은 구단들로 대체되었다.